# Religionsvetenskap
Religionsvetenskap är det vetenskapliga studiet av religioner, deras bakgrund och utveckling. Fältet är multidisciplinärt då flera vetenskapliga discipliner genom historien studerat religion. Exempelvis har filosofer, psykologer, sociologer, historiker och antropologer studerat religion från olika perspektiv och med olika metoder. Detta har medfört att religionsvetenskapen bland annat kan indelas i följande områden: religionsfilosofi, religionspsykologi, religionssociologi, religionshistoria och religionsantropologi. Religionsvetenskapen kan vidare delas in utefter vilken religion som studeras. Det finns till exempel kristen teologi, judaistik, islamologi och buddhologi.
Centrala frågor inom religionsvetenskapen har varit att definiera begreppet "religion", att undersöka religionernas historiska uppkomst, att undersöka varför människor är och blir religiösa, vad religionerna fyller för funktion i människors liv och vad religioner har för relation till samhällen och kulturer.
I Sverige förekommer det att termen "teologi" av historiska skäl används istället för religionsvetenskap. Flera moderna teologer menar att termen kan användas synonymt med religionsvetenskap, medan flera religionsvetare menar att termerna inte är synonyma. Teologerna Paul Tillich, David Ford och David Tracy definierar till exempel "teologi" som studiet av alla religioner som tror på någon ultimat verklighet. Religionsvetarna Jonas Svensson och Stefan Arvidsson menar i kontrast till dessa att teologi är detsamma som "kristendomsforskning", dock inte nödvändigtvis bedrivet från ett kristet perspektiv. De menar således att teologi är ett delområde inom religionsvetenskapen, jämförbart med judaistik, islamologi och buddhologi.

## Historia
Den historiska föregångaren till religionsvetenskapen i Västvärlden har varit kristen teologi. Historiskt var teologin bedriven av kristna som studerade och reflekterade över frågor relevanta för kristendomen. Den moderna religionsvetenskapen grundades av Friedrich Max Müller, som myntade termen "science of religion". Müllers ämnesområde syftade till att söka efter "objektiv" kunskap om världens religioner, utan att någon religion betraktades som viktigare än andra. Müllers studium kom i Sverige att kallas "religionshistoria", ett ämne som förlades vid humanistisk fakultet (inte teologisk) på svenska högskolor och universitet. Ämnet innefattade då studiet av världens religioner, förutom kristendomen, eftersom kristendomen studerades inom teologin. I Storbritannien etablerades den första religionsvetenskapliga fakulteten av Ninian Smart 1967. Termen "teologi" har dock fortsatt att användas av flera brittiska universitet, även efter att ämnet breddats till att inkludera fler religioner än kristendomen, av traditionella skäl.
Parallellt med att grundskolans kristendomsundervisning ersattes av religionskunskap, byttes ämnet teologi vid merparten av de svenska lärosätena namn till "religionsvetenskap" under åren 1969-1976. "Teologi" lever dock kvar i titeln på akademiska examina: teologie doktor och teologie kandidat, doktor respektive kandidat i religionsvetenskap, samt som namn på tre av de konfessionellt oberoende svenska universitetens religionsvetenskapliga fakulteter och institutioner; Teologiska fakulteten och Teologiska institutionen vid Uppsala universitet, Teologiska fakulteten och Centrum för Teologi och Religionsvetenskap vid Lunds universitet samt Institutionen för religionsvetenskap och teologi vid Göteborgs universitet. Fyra andra svenska lärosäten som drivs av enskilda utbildningsanordnare erbjuder religionsstudier i huvudsak under benämningen teologi och riktar sig då företrädesvis till studenter som förbereder sig för yrke inom kyrka och församling, men även beteckningen religionsvetenskap kan förekomma. Vissa högskolor i Sverige som erbjuder ämnet religionsvetenskap betonar dess sekulärt, humanistiska och icke-konfessionella karaktär, i direkt opposition till det traditionella teologiämnet, till exempel religionsvetenskap vid Linnéuniversitetet, Södertörns högskola och Högskolan i Halmstad. Diskussionen kring ämnets innehåll och karaktär är pågående. Religionshistoria är det religionsvetenskapliga ämne som tydligast markerat ett ickekonfessionellt studium av religion som karaktärsdrag.

## Delområden
Religionsvetenskap är multidisciplinärt fält, då flera vetenskapliga discipliner är involverade i studiet av religioner.

### Fenomenologi
Fenomenologer, såsom William Brede Kristensen och Chantepie de la Saussaye, har försökt studera och beskriva religioner från de religiösas perspektiv. Den fenomenologiska metoden förekommer i annan tappning inom religionsantropologin, där termen "emisk" syftar till försök att skildra en religion från den religiöses perspektiv.

### Religionsantropologi
Religionsantropologer studerar bland annat hur religionen tillämpas och tolkas av individer och folkgrupper. De gör ofta fältstudier, vilket involverar att forskaren i möjlig mån försöker vara aktivt deltagande i det som forskaren studerar. Religionsantropologer studerar även vilka hierarkier och gruppindelningar som finns inom den studerade religionen och vem som har religiös auktoritet. De kan även studera vilka uttryck religionerna tar i kulturen.

### Religionssociologi
Religionssociologi överlappar till viss del med socialantropologiska studier av religion. Religionssociologer studerar religionens relation till den sociala kontexten (familjen, samhället, et cetera). Religionssociologer använder samma metoder som när sociologer studerar andra samhällsfenomen.

### Religionsfilosofi
Religionsfilosofi syftar till att med filosofiska metoder analysera de filosofiska problem som uppstår i filosofisk reflektion över religion i stort eller inom särskilda religioner. En nyckeldel i religionsfilosofin är att med filosofiska metoder granska de argument som framförs för religiösa teser. Religionsfilosofin berör samma delar som den allmänna filosofin gör: metafysik, epistemologi, etik, med flera fält. Religionsfilosofin kan inkludera studiet av traditionella religioner (såsom kristendom och buddhism) såväl som sekulära livsåskådningar (såsom sekulär humanism). I Västvärlden har ämnet dominerats av filosofiska frågor relevanta för de Abrahamitiska religionerna (framförallt kristendom), men från 1900-talet och framåt har flera religionsfilosofer i Väst försökt bredda området till att inkludera även andra religioner/livsåskådningar.

### Religionspsykologi
Religionspsykologi involverar dels försök till att hitta psykologiska förklaringar till varför människor är religiösa, men också till psykologiska studier av till exempel religiösa upplevelser och religionens roll i psykisk hälsa.

### Religionshistoria
Traditionellt syftar "religionshistoria" till studiet av alla religioner förutom kristendomen, som istället studerats inom teologin. Religionshistoria kan vara ett paraplybegrepp som innefattar delområden såsom judaistik, buddhologi och islamologi, eller så kan begreppet syfta till studier där forskaren jämför olika religioner.